# Be'er Tovija
Be'er Tovija (hebrejsky בְּאֵר טוֹבִיָּה‎, doslova „Tobiášova Studna“, v oficiálním přepisu do angličtiny Be'er Toviyya nebo Be'er Tuveya, přepisováno též Be'er Tuvia) je vesnice typu mošav v Izraeli, v Jižním distriktu, v oblastní radě Be'er Tuvja.

## Geografie
Leží v nadmořské výšce 55 m v pobřežní nížině, v regionu Šefela.
Obec se nachází 10 km od břehu Středozemního moře, cca 37 kilometrů jižně od centra Tel Avivu, přibližně 48 km jihozápadně od historického jádra Jeruzaléma a 2 km západně od Kirjat Mal'achi. Severně od vesnice se rozkládá letecká základna Chacor. Be'er Tovija obývají Židé, přičemž osídlení v tomto regionu je etnicky převážně židovské.
Be'er Tovija je na dopravní síť napojen pomocí lokální silnice číslo 3703.

## Dějiny

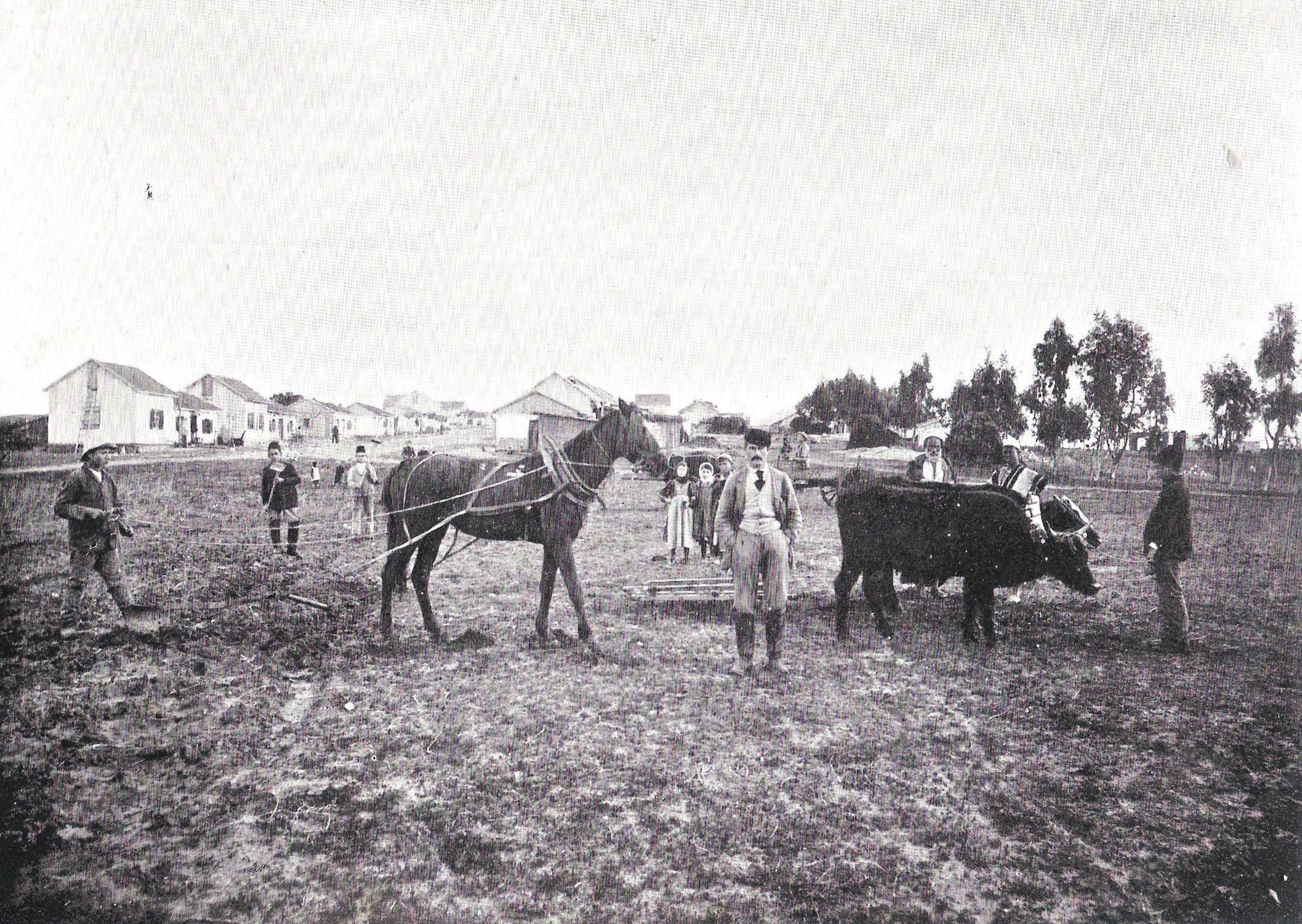
Celkový pohled na vesnici Be'er Tovija před rokem 1899

Obec Be'er Tovija byla založena v roce 1930. Novověké židovské osidlování této lokality ale začalo již dříve. Roku 1887 zde skupina Židů z Besarábie založila zemědělskou osadu typu mošava, nazvanou Kastina, podle nedaleké stejnojmenné arabské vesnice Kastina. Osídlení zde ovšem kvůli ekonomickým a sociálním obtížím nevydrželo. Znovu byla lokalita osídlena roku 1896. Tentokrát již pod názvem Be'er Tovija, coby překladem arabského místního názvu B'ir Tabija.
Během arabských nepokojů v tehdejší mandátní Palestině roku 1929 byla vesnice zničena a opuštěna. Již roku 1930 zde ale bylo obnoveno židovské osídlení díky sponzorskému příspěvku sionistické organizace nazvané Keren Ezra (קרן עזרה) z USA. Přistěhovalo se sem 120 lidí, kteří obývali 44 domů. V průběhu 30. a 40. let 20. století pak pokračoval příliv nových osadníků. Vesnice byla centrem židovské zemědělské kolonizace této oblasti na pomezí pobřežní nížiny a severního okraje pouště Negev. V září 1934 zde také židovská Hagana vyzkoušela poprvé signalizační systém, který umožňoval pomocí světelných signálů předávat zprávy mezi jednotlivými židovskými osadami, od Metuly u libanonských hranic až k vesnici Be'er Tovija. Předání depeše po celé trase zabralo při první zkoušce tři a půl hodiny, po zdokonalení systému jen 15 minut. Podle doporučení Peelovy komise na rozdělení mandátní Palestiny mezi Židy a Araby měla být Be'er Tovija nejjižnější židovskou osadu v navrhovaném židovském teritoriu.
Během první arabsko-izraelské války v roce 1948 byla vesnice ostřelována egyptskou armádou. Nakonec ale oblast ovládla izraelská armáda a roku 1948 došlo k vysídlení arabské vesnice Kastina spolu s téměř celou arabskou populací regionu. Po válce byla na pozemcích mošavu Be'er Tovija založena vesnice Orot a město Kirjat Mal'achi.
Koncem 40. let měl mošav Be'er Tovija rozlohu katastrálního území 4 575 dunamů (4,575 km²).
Místní ekonomika je založena na zemědělství (produkce mléka, chov drůbeže, pěstování zeleniny a květin a potravinářský průmysl). V obci funguje obchod se smíšeným zbožím, plavecký bazén, knihovna, synagoga a muzeum připomínající oběti holokaustu z řad příbuzných dnešních obyvatel.

## Demografie
Podle údajů z roku 2014 tvořili naprostou většinu obyvatel v Be'er Tovija Židé (včetně statistické kategorie „ostatní“, která zahrnuje nearabské obyvatele židovského původu ale bez formální příslušnosti k židovskému náboženství).
Jde o menší obec vesnického typu s dlouhodobě rostoucí populací. K 31. prosinci 2014 zde žilo 1008 lidí. Během roku 2014 populace stoupla o 6,1 %.
| Rok            | 1948 | 1961 | 1972 | 1983 | 1995 | 2001 | 2003 | 2004 | 2005 | 2006 | 2007 | 2008 | 2009 | 2010 | 2011 | 2012 | 2013 | 2014 |
| -------------- | ---- | ---- | ---- | ---- | ---- | ---- | ---- | ---- | ---- | ---- | ---- | ---- | ---- | ---- | ---- | ---- | ---- | ---- |
| Počet obyvatel | 568  | 602  | 659  | 642  | 724  | 735  | 762  | 769  | 771  | 770  | 774  | 803  | 879  | 878  | 897  | 918  | 950  | 1008 |